# Сент Франсисвил (Луизијана)
Сент Франсисвил (енгл. St. Francisville) град је у америчкој савезној држави Луизијана.

## Демографија
По попису из 2010. године број становника је 1.765, што је 53 (3,1%) становника више него 2000. године.
| Група             | 2000.         | 2010.         |
| Белци             | 1.208 (70,6%) | 1.177 (66,7%) |
| Афроамериканци    | 466 (27,2%)   | 421 (23,9%)   |
| Азијати           | 9 (0,5%)      | 11 (0,6%)     |
| Хиспаноамериканци | 16 (0,9%)     | 143 (8,1%)    |
| Укупно            | 1.712         | 1.765         |